# Lista de episódios de The Shnookums and Meat Funny Cartoon Show
Essa é a lista de episódios de The Shnookums and Meat Funny Cartoon Show, que no Brasil recebeu nome de Sardinha e Filé, uma série de televisão de desenho animado, criado pelos estúdios do Walt Disney Television, com apenas duas temporadas exibidas em 1993 e 1995.
No Brasil, a série foi exibida no programa Disney Club, do SBT e Disney Channel, semanalmente a partir de abril de 2000 com duas reprises. Depois disso, nunca foram exibidas nem pelas emissoras que tinham direitos para exibir no Brasil.

## 1ª Temporada: 1993
1. "Kung-fu Kitty (Raw Toonage)" (16 de outubro de 1993)
2. "I.Q. You Too (Raw Toonage)" (23 de outubro de 1993)
3. "Night of the Living Shnookums (Raw Toonage)" (30 de outubro de 1993)
4. "Something Fishy (Raw Toonage)" (6 de novembro de 1993)
5. "Jingle Bells, Something Smells" (13 de novembro de 1993) (Trata-se o "Natal de Sardinha e Filé")

## 2ª Temporada: 1995
1. "Pain in the Brain (Raw Toonage)" (6 de fevereiro de 1995)
2. "Poodle Panic (Raw Toonage)" (23 de janeiro de 1995)
3. "Ow, Hey! (Raw Toonage)" (9 de janeiro de 1995)
4. "Bugging Out! (Raw Toonage)" 16 de janeiro de 1995)

A segunda temporada da série foi exibida erradamente, com histórias confusas.